# Wapen van Zwijndrecht (België)
Het wapen van Zwijndrecht is het heraldisch wapen van de Antwerpse gemeente Zwijndrecht. Het wapen werd op 31 januari 1818, per besluit van de Hoge Raad van Adel aan de gemeente toegekend. Nadien is het wapen een keer met aangepaste tekst herbevestigd en na een fusie in 1977 in gewijzigde vorm op 2 april 1981 per koninklijk besluit aan de nieuw gevormde gemeente toegekend.

## Blazoeneringen
De blazoenering van het eerste wapen luidt als volgt:
Van sabel, beladen met St Machutus beeld van zilver
Het wapen is geheel zwart van kleur, met daarop een zilveren beeltenis van de heilige Machutus. De heilige is gekleed in bisschopskleding, met in zijn rechterhand een kruis en in zijn linker een kromstaf. Bij beide wapens staat de heilige op een grond dat uit de schildvoet komt.
Tweede wapen
Het tweede wapen had de volgende blazoenering
Zwart met zilveren H. Machold
Ook dit wapen is zwart van kleur. Hoewel de beeltenis niet is gewijzigd, is de naam van de geportretteerde heilige dat wel.
Derde wapen
Het derde, huidige, wapen kreeg de volgende omschrijving:
Gedeeld in drieën 1. in sinopel een vijfpuntige ster van zilver 2. in zilver een olijftak van sinopel 3. in lazuur een vijfpuntige ster van zilver.
Het wapen bestaat uit drie gelijke, verticale, delen. Geheel rechts, voor de kijker links, is groen van kleur met daarop een zilveren ster van vijf punten. De middelste baan is zilver van kleur met daarop een groene olijftak. De meest linker baan, voor de kijker rechts, is blauw van kleur met daarop een zilveren ster van vijf punten.

## Geschiedenis
De beide heerlijkheden Zwijndrecht als Burcht waren sinds 1281 in bezit van Gwijde van Dampierre. Na Van Dampierre volgden verschillende families en de Staten van Vlaanderen. De laatste heer die de beide heerlijkheden in bezit had was Jacob Antoon Carenna. Carenna schonk in 1667 de twee heerlijkheden aan zijn zoons: Zwijndrecht schonk hij aan zijn oudste zoon Jan Frans en Burcht schonk hij aan zijn jongste zoon Ignaas. Na deze splitsing kregen beide heerlijkheden na de respectievelijke overlijdens in 1699 en 1685 andere heren.
In 1977 fuseerden de gemeenten Burcht en Zwijndrecht tot de nieuwe gemeente Zwijndrecht. Na de fusie werd besloten om een historisch verantwoord wapen aan te vragen, omdat de oude wapens van de twee gemeenten dat beide niet waren. Het nieuwe wapen is gebaseerd op het wapen van de laatste feodale heren die Zwijndrecht en Burcht gezamenlijk beheerden. Het wapen is daarom gebaseerd op het wapen van de Carenna's. De vlag van Zwijndrecht is gelijk aan het wapen.